# Goirle
Goirle – miasto i gmina w prowincji Brabancja Północna w Holandii. W 2014 roku gminę zamieszkiwało 23 060 mieszkańców. 
W mieście Goirle mieszka większość mieszkańców gminy – w 2011 roku populacja miasta wyniosła 22 807 ludzi. Pozostałe miejscowości to Riel, Abcoven, Brakel, Breehees, Looienhoek, Nieuwkerk, Spaansehoek, Vijfhuizen, Zandeind.

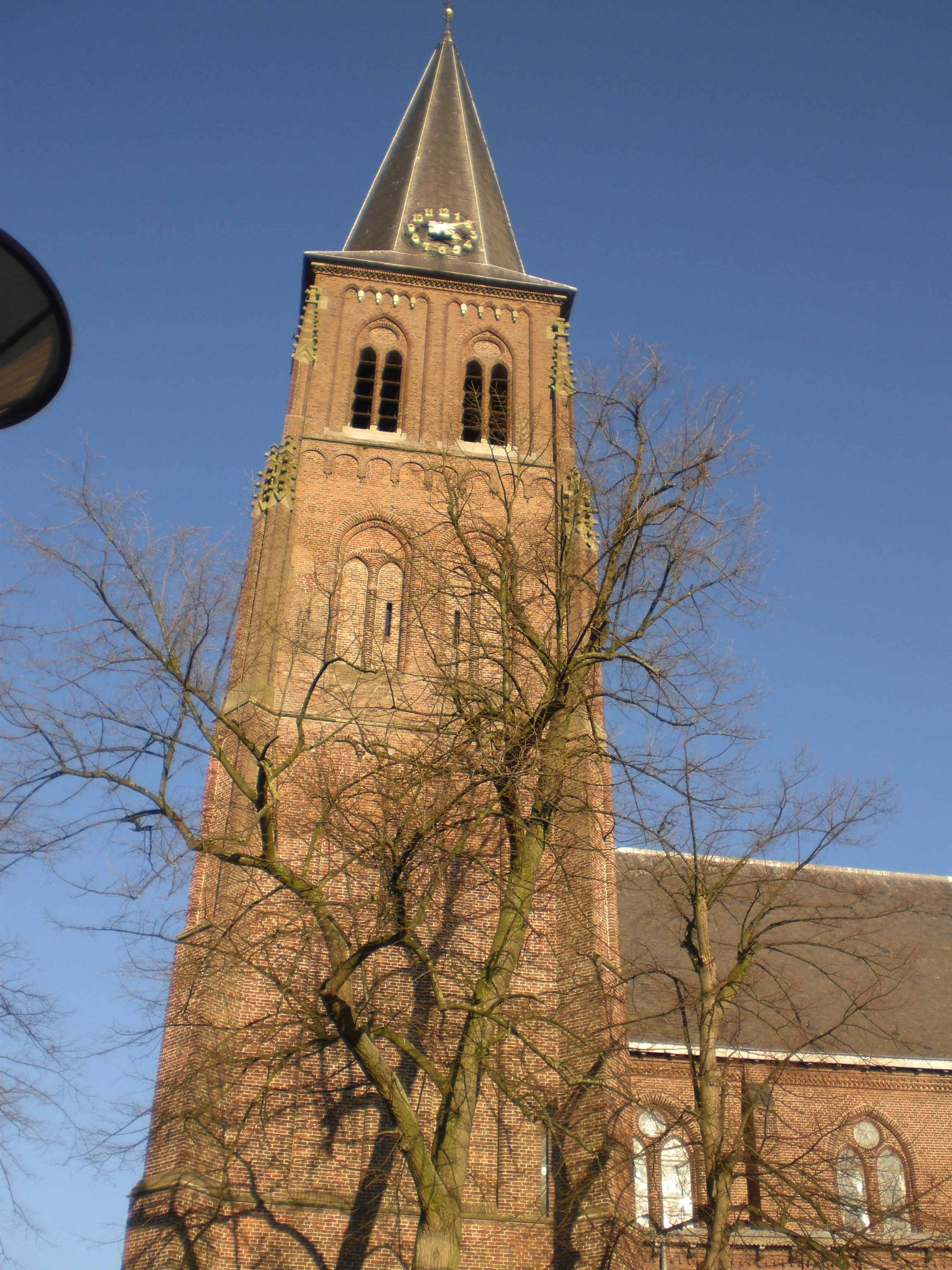
Kościół św. Jana

W Goirle znajdują się dwa wiatraki: De Vissher oraz De Wilde. Znajduje się tam także neogotycki kościół św. Jana Chrzciciela.
W mieście można uprawiać wiele sportów. Istnieją tam kluby piłkarskie, siatkarski, hokejowy, szachowy, golfowy, badmintona, piłki ręcznej, łucznictwa, judo, tenisa stołowego, gimnastyki, kolarstwa, windsurfingu, futsalu, karate, boksu oraz kick-boxingu. Miasto posiada dwie sale gimnastyczne. Działa tam także lokalne radio i telewizja. 
Przez gminę przechodzi autostrada A58 i droga N12.

## Urodzeni w Goirle
- Joris Mathijsen (5 kwietnia 1980) – piłkarz
- Marcel Meeuwis (31 października 1980) – piłkarz
- Virgil Misidjan (24 lipca 1993) – piłkarz
- Floor Jansen (21 lutego 1981) – piosenkarka
- Ireen Wüst (1 kwietnia 1986) – łyżwiarka, wielokrotna medalistka olimpijska